# グルぐるあーす
「グルぐるあーす」は、2015年11月4日に発売された、nanoCUNEのメジャー2ndシングル。

## 概要
2015年9月15日の木下こころ卒業発表の段階で、スタジオレコーディング、ジャケット撮影を終えていた為、木下こころを含めた4人のnanoCUNEでの最後の作品としてリリースされた。
リリース記念の全国ツアー「“GURUGURU TOUR”2015-2016」が決定している。
本シングルのジャケット発表に合わせ、赤い新衣装が公開され、グループとして初となる、イラストジャケットが初回盤に採用されている 。イラストはイラストレーターのてらばいとによる作品。

## 収録曲

### グルぐるあーす
作詞・作曲・編曲：山下智輝
演奏時間 4:08
テレビ朝日系列『musicる TV』11月度エンディングテーマ。

### もやモヤ！DAY BY DAY
作詞・作曲・編曲：山下智輝
演奏時間 3:36

### 永遠ナンセンス
作詞・作曲・編曲：山下智輝
演奏時間 3:31

### FairyCircle 20150828 -Live Edit-
演奏時間 37:23
2015年8月28日にTSUTAYA O-EASTで開催された「ひめキュン祭 ～ 大江戸アイドロール！SPECIAL 其の参」での、生バンドで演奏されたライブ音源を収録。

## トラックリスト

### Virtual盤（初回盤）
1. グルぐるあーす
2. もやモヤ！DAY BY DAY
3. 永遠ナンセンス
4. FairyCircle 20150828 -Live Edit-

### Real盤（通常盤）
1. グルぐるあーす
2. もやモヤ！DAY BY DAY
3. グルぐるあーす（Instrumental）
4. もやモヤ！DAY BY DAY（Instrumental）